# مالكوم غلازر
مالكوم جليزر (بالإنجليزية: Malcolm Glazer)‏ (1928 - 2014) كان مالك نادي مانشستر يونايتد.
توفي يوم الأربعاء 28 مايو سنة 2014 عن عمر ناهز 85 عامًا

## روابط خارجية
- موقع مانشستر يونايتد العربي